# Cyrille Makanaky
Cyrille Makanaky (Douala, 28 giugno 1965) è un ex calciatore camerunese, di ruolo centrocampista o attaccante.

## Carriera

### Nazionale
Con la maglia dei Camerun partecipò ai Mondiali del 1990, giocando tutte e cinque le partite dei Leoni indomabili.